# Paparazzi : Objectif chasse à l'homme
Cet article concerne un film. Pour les autres significations, voir Paparazzi (homonymie) et Chasse à l'homme (homonymie).
Pour plus de détails, voir Fiche technique et Distribution.
Paparazzi : Objectif chasse à l'homme (Paparazzi) est un film américain de Paul Abascal sorti en 2004.

## Synopsis
Bo Laramie est devenu en quelques mois la star de cinéma que tout le monde s'arrache à Los Angeles. Mais ce nouvel engouement a un prix pour lui et sa famille : il est traqué sans relâche par les photographes de tabloïds qui salissent sa vie. Une nuit, ils commettent l'irréparable. Bo décide de se venger, mais comment y parvenir alors qu'il est lui-même traqué nuit et jour.

## Fiche technique
- Titre original : Paparazzi
- Titre français : Paparazzi : Objectif chasse à l'homme
- Réalisation : Paul Abascal
- Scénario : Forrest Smith
- Décors : Robb Wilson King
- Costumes : Denise Wingate
- Photographie : Daryn Okada
- Montage : Robin Russell
- Musique : Brian Tyler
- Production : Bruce Davey, Mel Gibson, Stephen McEveety, Kevin Lake et Louise Rosner
- Sociétés de production : 20th Century Fox, Icon Productions

- Société de distribution : 20th Century Fox,

- Budget : 20 millions de dollars
- Pays d'origine :  États-Unis
- Langue originale : anglais
- Format : couleur - 35 mm - 2,35:1 - son DTS / Dolby Digital
- Genre : Action et thriller
- Durée : 84 minutes
- Dates de sortie : 
  - États-Unis : 3 septembre 2004
  - France : 15 février 2006

## Distribution
- Cole Hauser (VF : Boris Rehlinger ; VG : Daniel Picard) : Bo Laramie
- Robin Tunney (VF : Nathalie Spitzer ; VG : Catherine Proulx-Lemay) : Abby Laramie
- Dennis Farina (VF : Michel Fortin ; VG : Mario Desmarais) : le détective Burton
- Tom Sizemore (VF : Michel Vigné ; VG : Benoît Rousseau) : Rex Harper
- Daniel Baldwin (VF : Patrick Béthune ; VG : Alain Zouvi) : Wendell Stokes
- Tom Hollander (VF : Patrick Mancini ; VG : Philippe Martin) : Leonard Clark
- Kevin Gage (VF : Sylvain Lemarié ; VG : Stéphane Rivard) : Kevin Rosner
- Larry Cedar : Charlie Props
- Blake Michael Bryan : Zach Laramie
- Andrea Baker : Emily
- Jordan Baker (VF : Pascale Jacquemont ; VG : Marie-Andrée Corneille) : Dr Kelley
- Lauren Birkell : Allison
- Kelly Carlson : Kristin
- Duane Davis : Reggie
- Andi Eystad : Sierra
- Mel Gibson : le patient du thérapeute
- Chris Rock (VF : Lucien Jean-Baptiste) : le livreur de pizza
- Matthew McConaughey (VF : Bruno Choël) : lui-même
- Vince Vaughn (VF : Thierry Kazazian) : lui-même

Source et légende : Version française (VF) sur le site de Dub'Club (la société de doublage) Version québécoise (V. Q.) sur le site de Doublage Québec

## Bande originale
- Brothers, interprété par Deja Vu
- My Thing, interprété par Jeff Beck
- Going in the Right Direction, interprété par Robert Randolph & the Family Band
- Sex Bomb, interprété par The Lords of Acid
- I Won't Go Hollywood, interprété par Bleu
- Solex (Close to the Edge), interprété par Michael Woods

## Production
Le tournage s'est déroulé à Los Angeles, du 25 mars jusqu'au mois de mai 2003.
La production avait proposé à George Clooney, Tom Cruise, Kurt Russell et Vince Vaughn d'interpréter le rôle de Bo Laramie.
À noter, les apparitions de Chris Rock en livreur de pizza, Mel Gibson en patient du thérapeute, ainsi que Matthew McConaughey et Vince Vaughn dans leur propre rôle.